# Années 1870
Les années 1870 couvrent la période de 1870 à 1879.

## Événements
- 1868-1878 : à la mort de Téwodros II, l’Éthiopie est divisée entre trois seigneurs, Gobaze, Kassa et Ménélik, qui se disputent le trône. Gobaze prend le titre de  rois des rois sous le nom de Tekle Giyorgis II mais est battu en 1871 par son beau-frère Kassa qui monte sur le trône en 1872 sous le nom de Yohannes IV. De 1873 à 1875, ce dernier assoit son autorité sur toutes les provinces. En 1875, le khédive d’Égypte Ismaïl Pacha, qui occupe tous les ports éthiopiens de la mer Rouge (1868-1874), lance quatre expéditions vers l’intérieur (1875-1876). Une seule atteint son objectif, et mène à l’occupation de Harar où les Égyptiens restent dix ans[1]. Après sa victoire sur l’Égypte, Yohannes IV soumet son rival Menelik du Choa, assurant l'unité du pays (1878)[2].
- 1870 : guerre franco-allemande ; chute du second Empire et Troisième République en France[3].
- 1870-1872 : guerre civile en Uruguay[4].
- 1871 : 
  - proclamation de l’Empire allemand ; annexion de l'Alsace-Moselle au traité de Francfort[3].
  - commune de Paris[5].
  - expédition du journaliste et explorateur britannique Stanley à la recherche de David Livingstone en Afrique[6].
- 1871-1872 : révolte de Mokrani, insurrection kabyle en Algérie[7].
- 1872 : le Yellowstone devient le premier parc national naturel au monde[8].
- 1872-1875 : Kulturkampf en Allemagne[9].
- 1872-1876 : troisième guerre carliste en Espagne[10].
- 1873 : 
  - exposition universelle de Vienne[5].
  - krach boursier de Vienne, suivi par l'effondrement de celles de Berlin et de New York ; début de la Grande Dépression (1873-1896)[11].
  - entente des trois empereurs[5].
  - début de la production en série de machines à écrire (modèle Sholes et Glidden) par la firme Remington[12].
- 1873-1874 :
  - première République espagnole[3].
  - troisième guerre anglo-ashanti. La Côte de l'Or devient colonie britannique[13].
- 1874 : présentation à la première exposition de la Société anonyme des artistes peintres, sculpteurs et graveurs de Vue du Havre, tableau de Claude Monet, peint à une date hypothétique entre 1872 et 1874, dont le nouveau titre donné à l'exposition, Impression, soleil levant, donne son nom au courant impressionniste[14].
- 1875 : 
  - les Lois constitutionnelles organisent définitivement la Troisième République en France[3].
  - congrès de Gotha met en place le programme de la Social-démocratie dans l'Allemagne impériale[3].
- 1876 :
  - la reine Victoria est reconnue comme « impératrice des Indes » par le Royal Titles Act[9].
  - dictature de Porfirio Díaz au Mexique[9].
  - les inventeurs américain Elisha Gray et britannique Alexander Graham Bell déposent le brevet du téléphone. Une première demande de brevet avait été déposée en 1871 par l'Italien Antonio Meucci[15].
  - l'ingénieur allemand Nikolaus Otto et l'industriel Eugen Langen fabriquent et commercialisent le premier moteur à quatre temps suivant le principe de Beau de Rochas protégé par un brevet[16].
  - Richard Wagner présente sa tétralogie, composée de quatre opéras formant le cycle L'Anneau du Nibelung ; un prologue (L'Or du Rhin, 1869) et trois actions (La Walkyrie, 1870), Siegfried et Le Crépuscule des dieux, 1876)[17].

- 1876-1877 : guerre des Black Hills ; l'armée américaine est vaincue par les tribus Arapaho, Lakota et Cheyenne lors de la bataille de Little Bighorn[18].
- 1877 : 
  - crise institutionnelle en France[3].
  - rébellion de Satsuma au Japon[19].
  - phonographe à cylindre de Thomas Edison[12].
  - Auguste Rodin réalise sa première grande œuvre, L'Âge d'airain[20].
  - le ballet Le Lac des cygnes du compositeur russe Piotr Ilitch Tchaïkovsky est représenté par le ballet du Bolchoï à Moscou[21].
- 1877-1878 : guerre russo-turque à propos des Balkans. Indépendance de la Roumanie, de la Serbie et Monténégro et autonomie de la Bulgarie au congrès de Berlin[3].
- 1878 : exposition universelle de Paris[9].
- 1878-1880 : seconde guerre anglo-afghane, conclue par le traité de Gandomak (1879). L'Afghanistan doit accepter une ambassade permanente britannique et le contrôle de sa politique extérieure[22].
- 1879 :
  - Duplice  entre l'Empire allemand et l'Autriche-Hongrie[9].
  - guerre anglo-zouloue en Afrique du Sud[23].
  - lampe électrique à incandescence de Thomas Edison[12].
  - une jeune Espagnole de huit ans, Maria, fille de Marcelino Sanz de Sautuola, remarque la première la présence de toros dans une grotte située à Altamira dans les Pyrénées espagnoles ; ce sont les premières peintures rupestres attribuées à l’homme de Cro-Magnon[24].

## Personnages significatifs
- Abdulaziz.
- Abdülhamid II.
- Alphonse XII.
- Alexandre II (empereur de Russie).
- Amédée Ier (roi d'Espagne).
- Cixi.
- François-Joseph Ier d'Autriche.
- Georges Ier (roi des Hellènes).
- Guillaume III (roi des Pays-Bas).
- Humbert Ier (roi d'Italie).
- Léon XIII.
- Léopold II (roi des Belges).
- Meiji (empereur) (Mutsuhito).
- Guillaume Ier (empereur allemand).
- Pie IX.
- Victor-Emmanuel II.
- Victoria (reine).

- Mikhaïl Bakounine.
- Sarah Bernhardt.
- Otto von Bismarck.
- Benjamin Disraeli.
- Léon Gambetta.
- William Ewart Gladstone.
- Ulysses S. Grant.
- Rutherford B. Hayes.
- Victor Hugo.
- Karl Marx.
- Carl Menger.
- Claude Monet.
- Louise Michel.
- Adolphe Thiers.